# Джанет Уолдо
Джанет Мари Уолдо (на английски: Janet Marie Waldo) е американска актриса. Най-известна е с озвучаването на Джуди Джетсън в „Семейство Джетсън“, Пенелъпи Питстоп в „Смахнати състезания“ и „Опасните приключения на Пенелъпи Питстоп“, и Джоуси в „Джоуси и котенцата“. Също така озвучава Корлис Арчър в радио комедията „Запознайте се с Корлис Арчър“.
Умира на 12 юни 2016 г. от мозъчен тумор на 97 години в дома си в Енсино, Калифорния. Въпреки че всички медии я водят родена през 1920 г., годината, записана върху надгробната ѝ плоча, е 1919 г.